# ローテンブルク (ヴュンメ)
ローテンブルク (ヴュンメ)（ドイツ語: Rotenburg (Wümme)、1969年5月15日まではローテンブルク・イン・ハノーファーと称した）は、ドイツ連邦共和国ニーダーザクセン州北東部のローテンブルク（ヴュンメ）郡に属す市で、ブレーメン、ハノーファー、ハンブルクの間、ヴュンメ川沿いに位置する。

## 地理
ローテンブルクは、リューネブルガー・ハイデ西端の砂地、ヴュンメ川、ヴィーダウ川、ローダウ川の3本の川が流れる低地に位置する。ローテンブルク周辺には広い森、自然のままの湿地、グローセ・ブレン湖、クライネ・ブレン湖がある。

### 近隣市町村
| ツェーフェン (24km) ブレーマーフェルデ (50km) ブレーマーハーフェン (109km) | ジッテンゼン (23km) シュターデ (74km)     | シェーセル (8km) トーシュテット (31km)           |
| オッタースベルク (19km) ブレーメン (46km)                                  |                                           | シュネファーディンゲン (28km)                    |
| フェルデン (アラー) (24km) ジーケ (60km) ニーンブルク/ヴェーザー (60km)    | キルヒリンテルン (25km) ガルプゼン (85km) | フィッセルヘーヴェデ (19km) ハノーファー (114km) |

## 歴史

### 創設期から中世
現在の街は西のローテンブルク城の庇護下に成立した。この城は、ブレーメン大司教が築いた近隣のオッタースベルク城に対抗するために1195年頃にフェルデン司教ルドルフ1世が建設したものである。名前の由来は明らかではない。学問上は、Rodungsburg（開墾地の城）または roten Burg（赤レンガで建造された城）が語源であるとされる。フェルデン司教およびフェルデン参事会に属すローテンブルクはしばしば司教の居城として利用された。15世紀の初めこの街は特別な自由権を得て、Weichbild体制を採った。この時の市長と参事の名前は文献に記録されている。Weichbildは、後に Flecken とその名称を変えた。1500年頃にはこの街は市壁と市門で護られた市場が開催されるフレッケンにまで成長していた。

### 三十年戦争
16世紀以降、ローテンブルクが周辺教区の首邑としての機能を果たすようになったことが証明されている。また行政管区の役所が置かれていた。これが現在の郡の原型となった。1566年、エーバーハルト・フォン・ホレがルター派の教義に基づく宗教改革をもたらした。フェルデン司教とオスナブリュック司教を兼ねたルター派領主フィリップ・ジギスムント・フォン・ブラウンシュヴァイク＝ヴォルフェンビュッテルは16世紀末に城砦を壮麗な城館に造り替えた。その礼拝堂には重要な芸術家ルートヴィヒ・ミュンスターマンのパイプオルガン前面管（現在はブレーメンのフォッケ博物館にある）が据え付けられた。この城は1626年にティリー伯の軍勢によって一部が破壊された。

### スウェーデン時代
三十年戦争終了後フェルデン司教の領主権とローテンブルクは世俗化され、スウェーデンの統治下に置かれてフェルデン公領と名前を替えた。この時代の新しい領主は城館の残存部に、主城であるシュターデを防衛するための外城として近代的な防衛施設を増設した。この防衛施設建造のために街の西部が破壊され、これによって居住地域は東に移動しなければならなかった。地区教会も破壊され、現在の市教会の場所に移転した。
1675年から1676年のスコーネ戦争の神聖ローマ帝国諸侯とデンマークとの連合軍によるローテンブルク出兵でこの地域は占領され、1679年の終戦までその占領下に置かれた。1679年のサン・ジェルマン条約により再びスウェーデン領に戻された。
防衛施設は1680年頃までは機能していた。その後メインテナンスがなされず放置され、やがてその建造物は取り壊され、一部だけは近代的な施設に置き換えられた。1843年に最後の市壁が撤去された。この場所には現在郷土博物館の建物が建てられている。1626年から1835年までの間にこの街は7回火事に見舞われた。これにより古い村落時代の建物は焼失し、遺されていない。スウェーデンによる統治は1712年にデンマークに占領されるまで続いた。

### ハノーファー王国、プロイセン、ドイツ帝国
1715年、ローテンブルクはフェルデン公領とともに売却され、ブラウンシュヴァイク＝リューネブルク選帝侯領（1814年以降はハノーファー王国）の一部となった。1866年のプロイセンによるハノーファー併合に伴いローテンブルクはプロイセン王国ハノーファー州の一部となり、「ローテンブルク・イン・ハノーファー」と名付けられた。この頃ロル鉄道ブレーメン - ハンブルク線の敷設工事が行われ、1874年に開通した。1880年には現在も存続している精神障害者施設「Rotenburger Werke der Inneren Mission」が設立された。エリーゼ・アファーディークによって創設されたプロテスタント・ルター派の婦人社会奉仕施設ベテスダ (Diakonissenmutterhaus Bethesda) はその本部をハンブルクからローテンブルクに移転し、その建物内に病院を開設してローテンブルク市民や市内で働く人々の治療にあたった。これが現在のディアコニー病院である。長らく「フレッケン」であったローテンブルクは1929年に都市権を得た。第三帝国時代には、ローテンブルクに住んでいたユダヤ人は、例えば商人コーン家の様に、その大部分が追放され、殺害された。

### 現代
第二次世界大戦後、プロテスタント信者が人口の90%以上を占めていたこの街にも、シュレージエンや東プロイセンからの難民達が大勢定住したため、カトリック人口が増加した。1961年には聖体教会は新たな教会堂を建設した。この他にも駐屯地やディアコニー病院でも新しい建物が建設された。それまでは市内に自作農地を持つ市民（アッカービュルガー）もいたが、この街のそうしたキャラクタは急速に失われた。そして多くの新興住宅地や学校が建設された。1969年5月16日に市と郡はその名前を「ローテンブルク・イン・ハノーファー」から「ローテンブルク (ヴュンメ)」と改名した。1977年にこの都市は郡域再編により拡大したローテンブルク（ヴュンメ）郡の郡庁所在地となった。
ローテンブルクは2006年のサッカーワールドカップの際にはトリニダード・トバゴ代表チームのホスト都市となった。

### 市域の広がり
ニーダーザクセン州の行政改革に伴い、1974年にムルムスホルン、ウンターシュテット、ヴァッフェンゼン、ボルヒェルが合併した。これにより市域面積は98.81km2となった。

## 宗教
ローテンブルク (ヴュンメ) は伝統的にプロテスタント・ルター派が優位である。この他に聖体教会にローマ・カトリック教会組織の本部がある。ローテンブルク (ヴュンメ) には福音派自由教会、自由福音派教会 (FeG)、エホバの証人、新使徒派教会、シオン教会、セブンスデー・アドベンチスト教会がある。さらにフーレン通りのアヤソフィア・モスクに本部を置くイスラム教会もある。このモスク組織は「ブレーメン・イスラム連盟」に属している。再建されたコーン納屋が、1938年までローテンブルクに住んでいたユダヤ人を想起させる。ローテンブルクには、イムカースフェルト街区にユダヤ人墓地がある。

## 行政

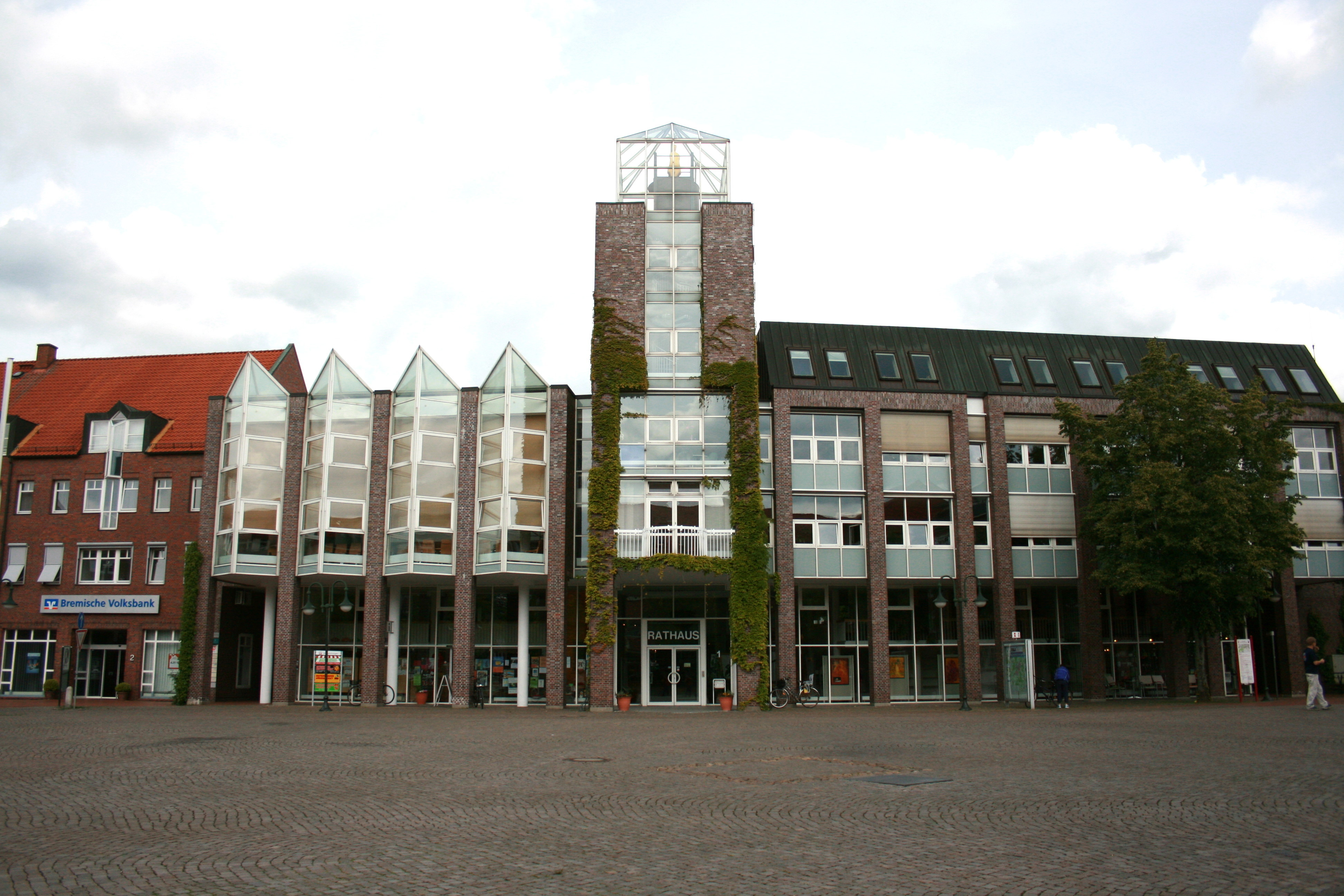
ローテンブルク（ヴュンメ）市庁舎

### 姉妹都市
- アールター（ベルギー、オースト＝フランデレン州）
- ローテンブルク・オプ・デア・タウバー（ドイツ、バイエルン州）
- ローテンブルク・アン・デア・フルダ（ドイツ、ヘッセン州）
- ローテンブルク/オーバーラウジッツ（ドイツ、ザクセン州）
- ローテンブルク（ドイツ、ザクセン＝アンハルト州）
- ローテンブルク（スイス、ルツェルン州）
- チェルヴィンスク（ポーランド、ルブシュ県）

## 文化と見所

### 見所

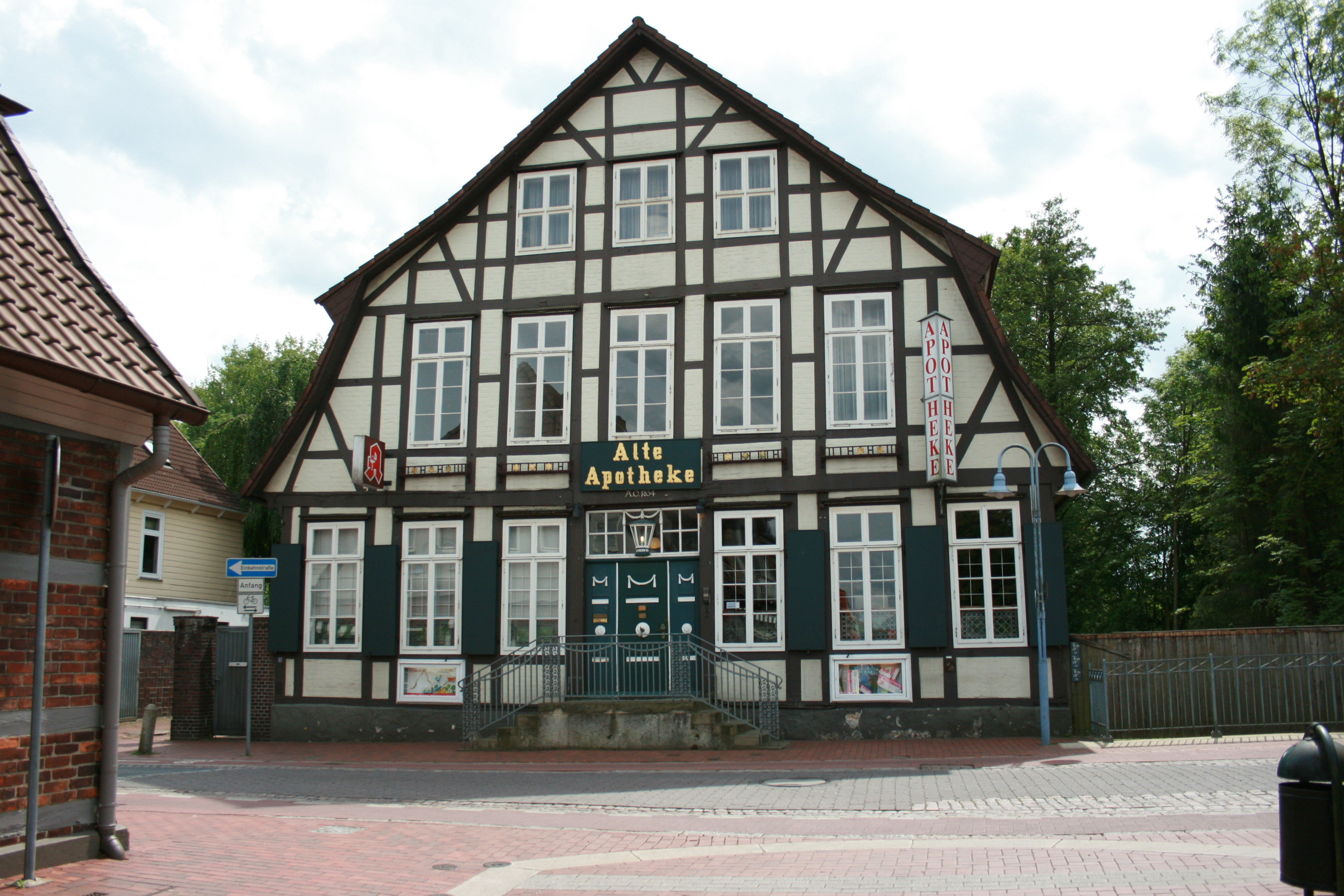
ゲーテ通りの旧薬局

- プロテスタント・ルター派の市教会。フリードリヒ・シンケルのベルリン・フリードリヒスヴェルダーシェ教会の影響を受けて建設された重要なネオゴシック建築のホール式教会。1860年から1862年にブレーメンの建築家クリンゲンベルクによって建設された。16世紀の洗礼盤、14世紀の鐘、ルドルフ・シェーファーの20世紀絵画、18世紀の塔がある。
- 市教会の近くにある戦没者を記念する1914年/18年の戦争記念碑。
- プロテスタント・ルター派の「善き牧人」教会。1912年建造。ルドルフ・シェーファーの祭壇画がある。
- シュタットストレークのシュパイヒャー街（1806年から1812年建造の建物）
- ゲーテ通りやグローセ通りの17世紀から19世紀に建設された木組み、石像建築（たとえば、カントール・ヘルムケ・ハウス、教区監督官舎、旧薬局、ルドルフ・シェーファー邸など）
- 郷土博物館として利用されている18世紀建造の農家。この建物は19世紀の初めまでローテンブルク城砦、城館、あるいは防塁であった場所に建っている。ルネサンス城館の部分が博物館となっている。郷土博物館の一部は、東プロイセンの旧アンガーブルク郡のためのアンガーブルクの部屋（アンガーブルクは現在のポーランドに属す Węgorzewo）に充てられている。
- ノイエン・マルクトにあるイュルゲン・ゲルツ作の現代的な泉パール・オー・ディー
- 芸術塔。旧消防署の塔で、現在は芸術ギャラリーとなっている。
- カトリックの聖体教会（1961年）。神の子羊のモザイクやマリア礼拝堂がある。
- 市教会のすぐ隣に復元された歴史的なコーン納屋は、ローテンブルクのユダヤ人の生活に関する博物館として、また宗教間交流センターとして利用されている。この建物は木組み建築で、かつてここにはユダヤ人家族コーン家が住んでいた。彼らが暮らしたオリジナルの建物は解体されており、現存しない。

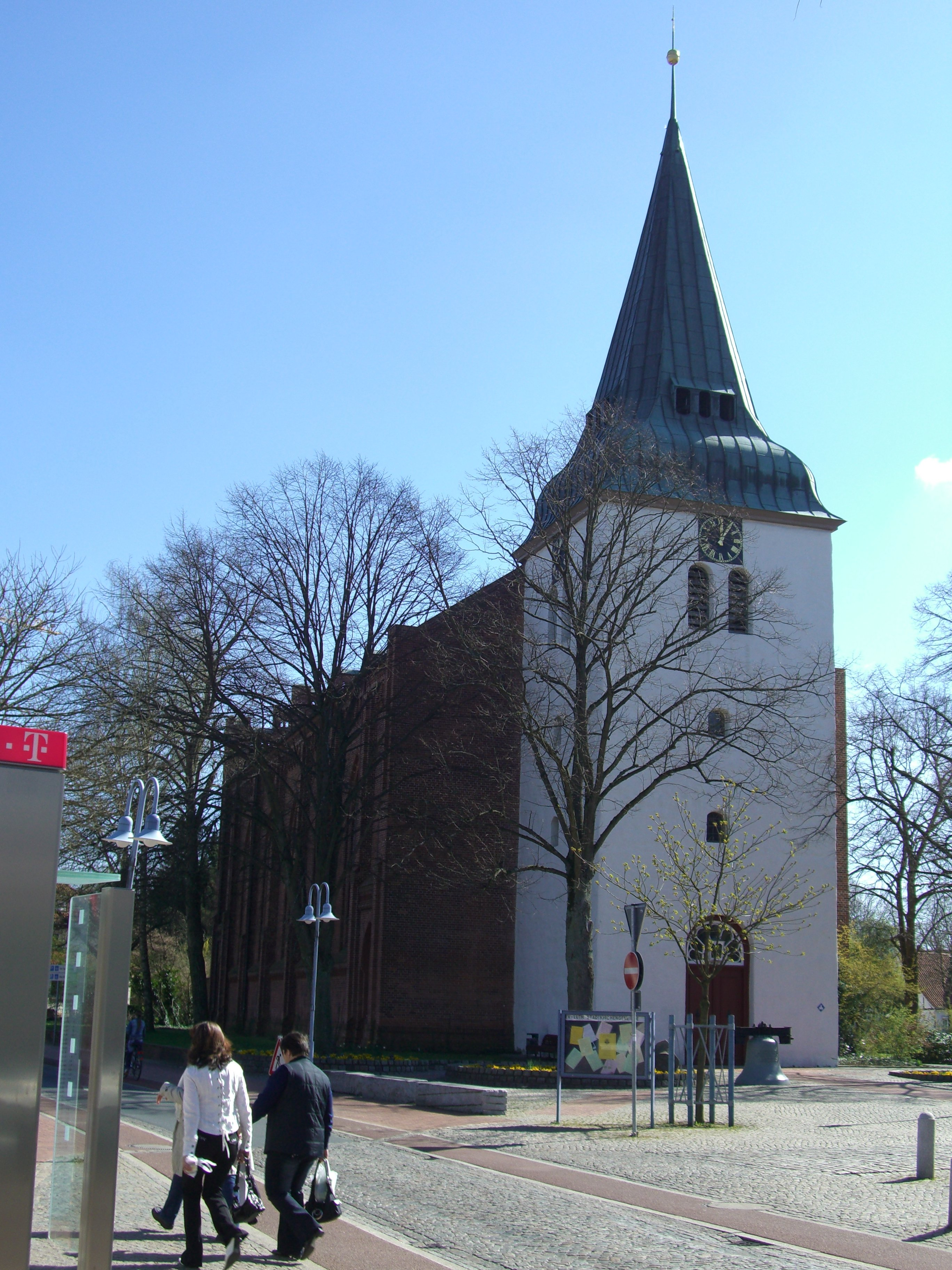
ローテンブルク市教会
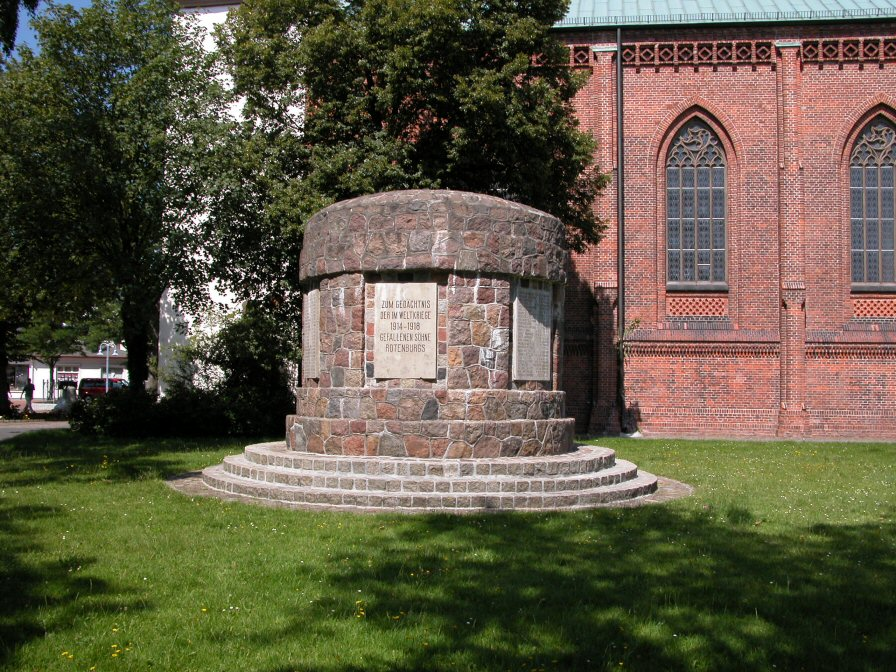
1914年/18年の戦争記念碑
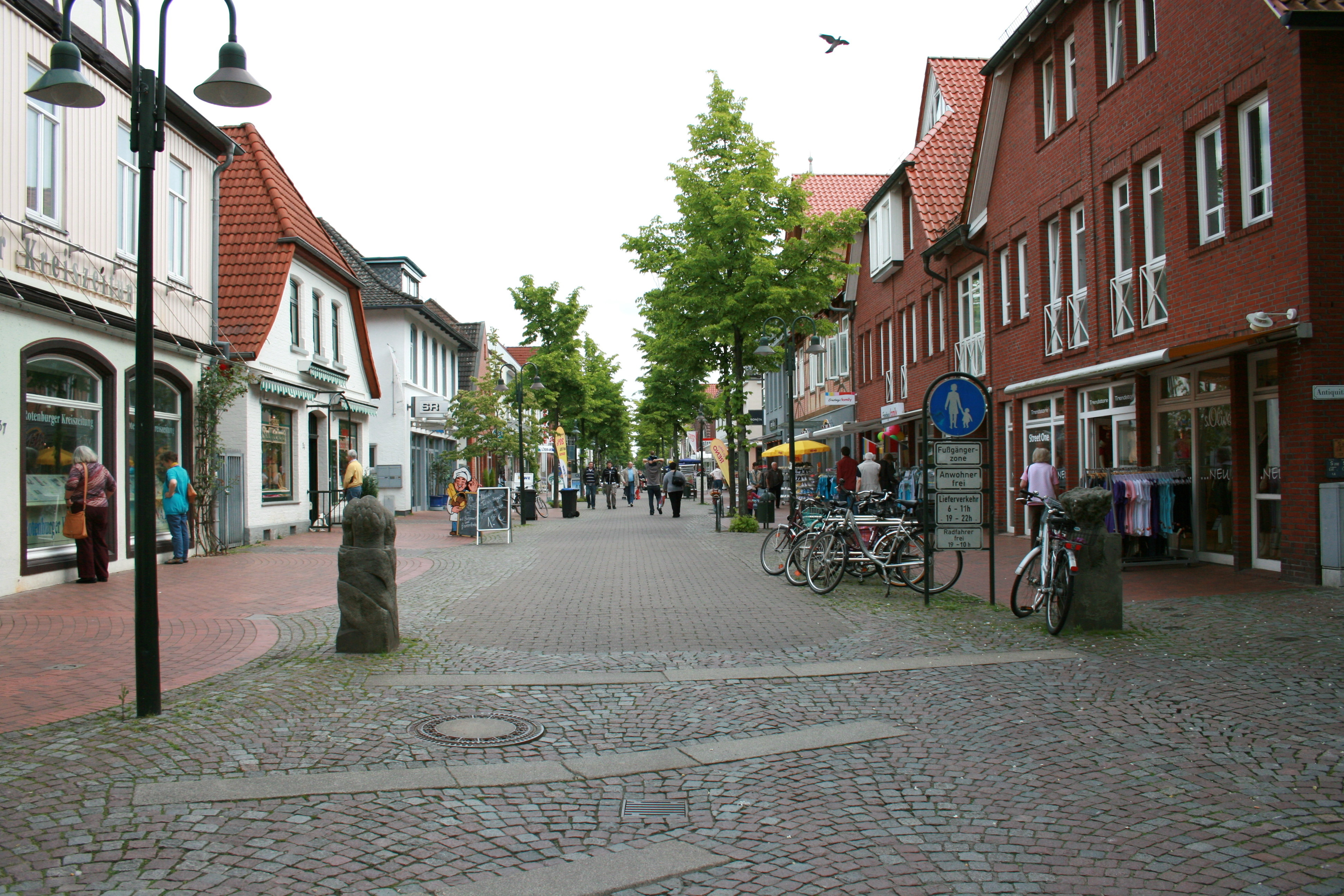
グローセ通り
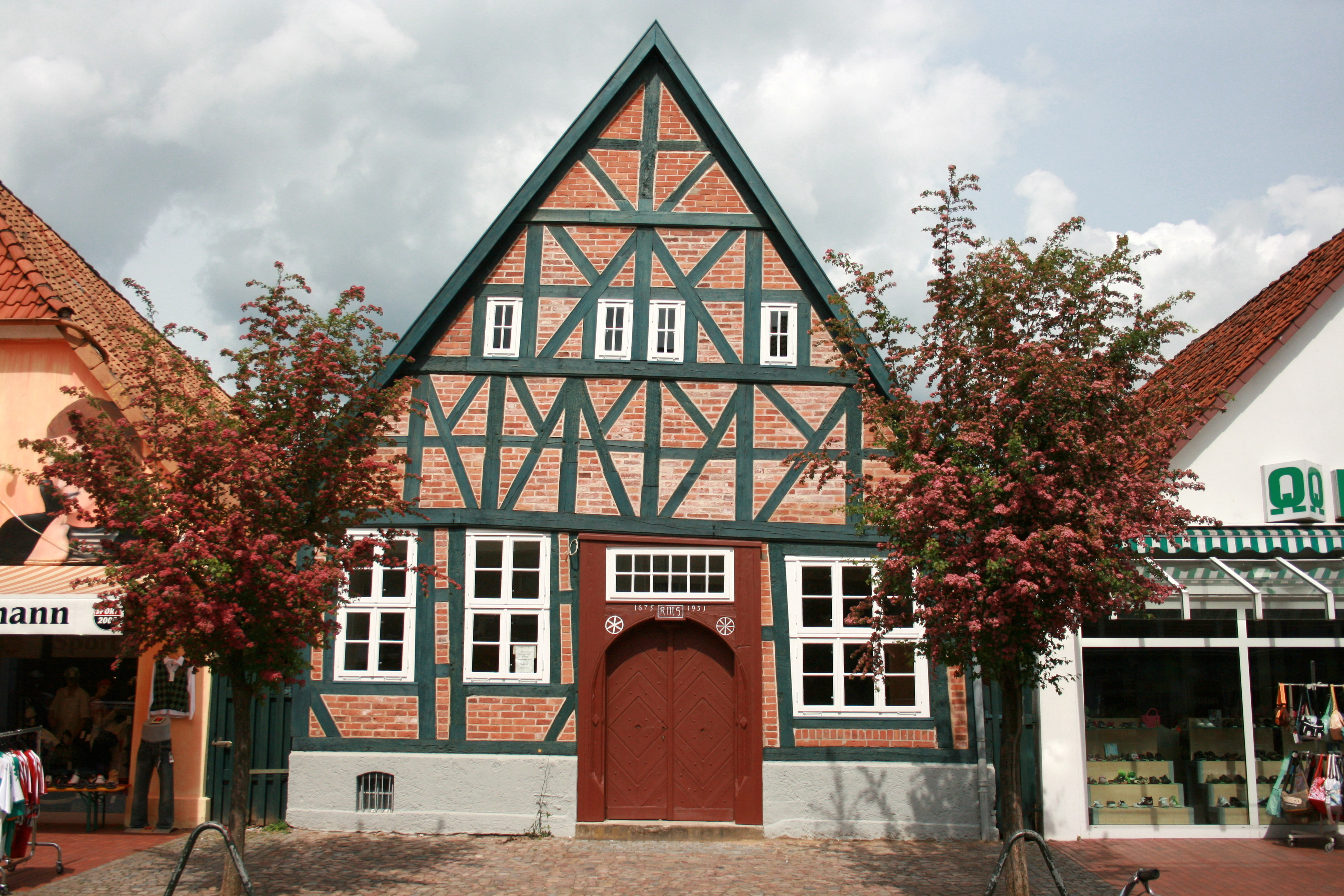
グローセ通りに建つルドルフ・シェーファー邸
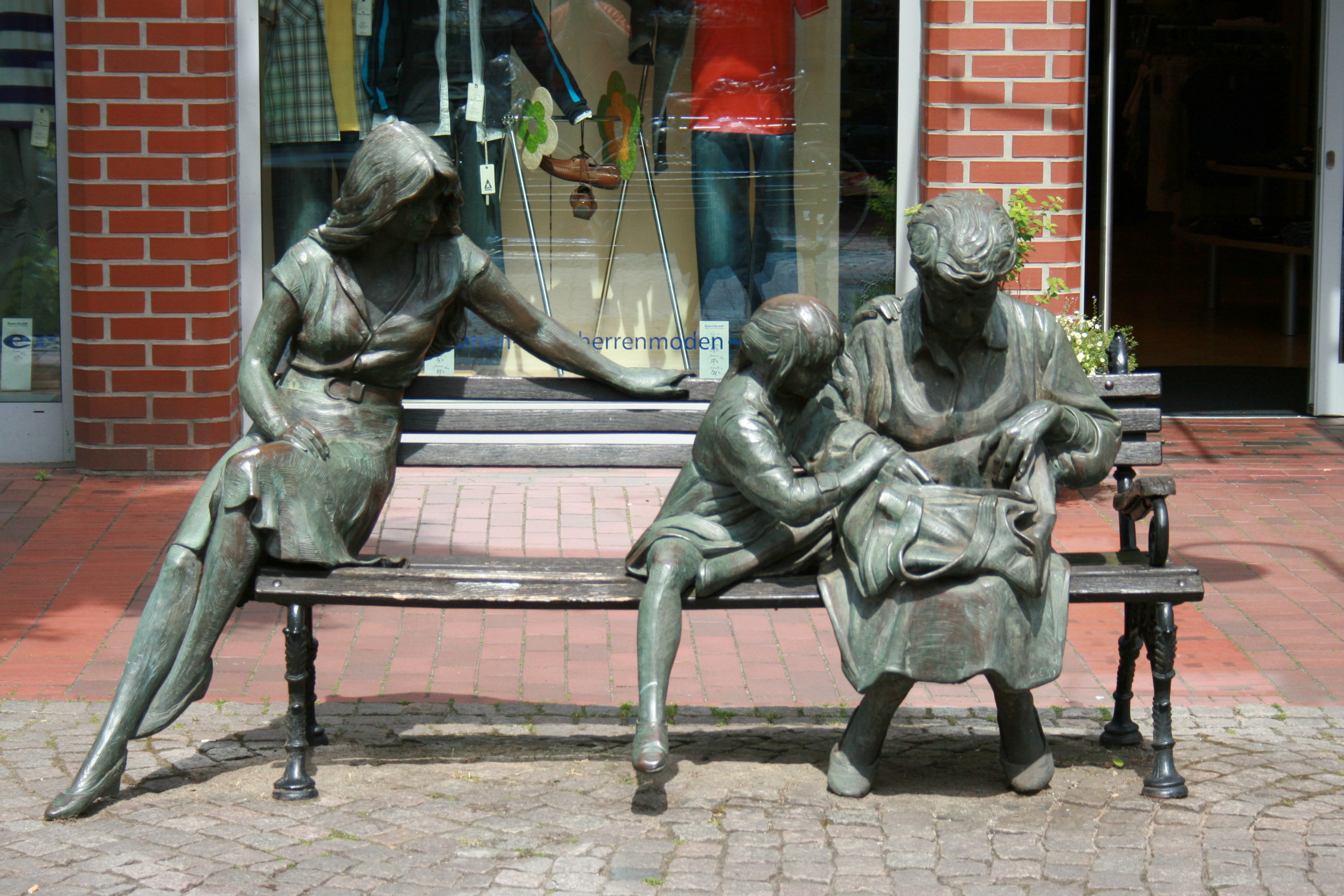
グローセ通りのカールステン・エッガース作「三世代」の像
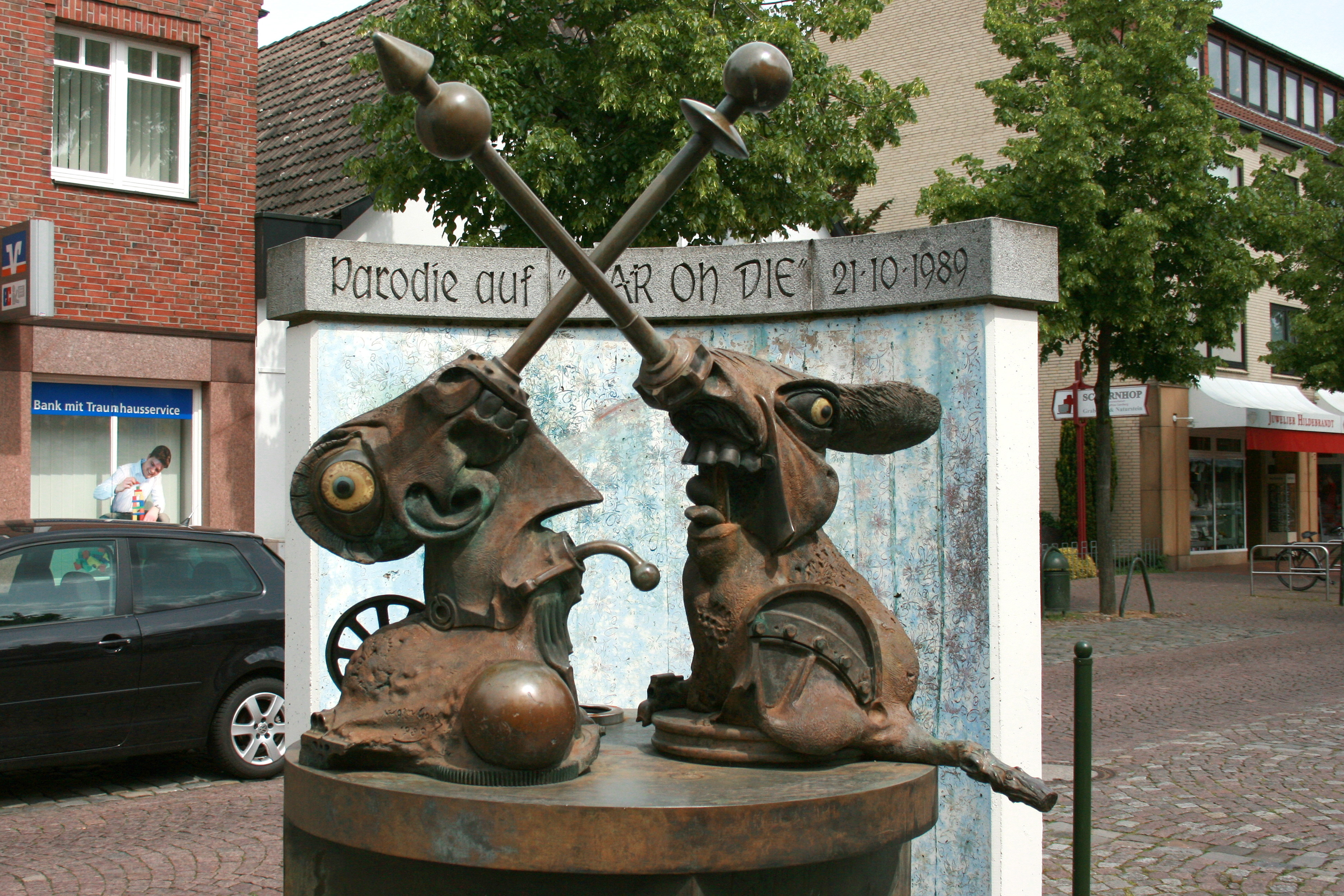
パール・オー・ディー
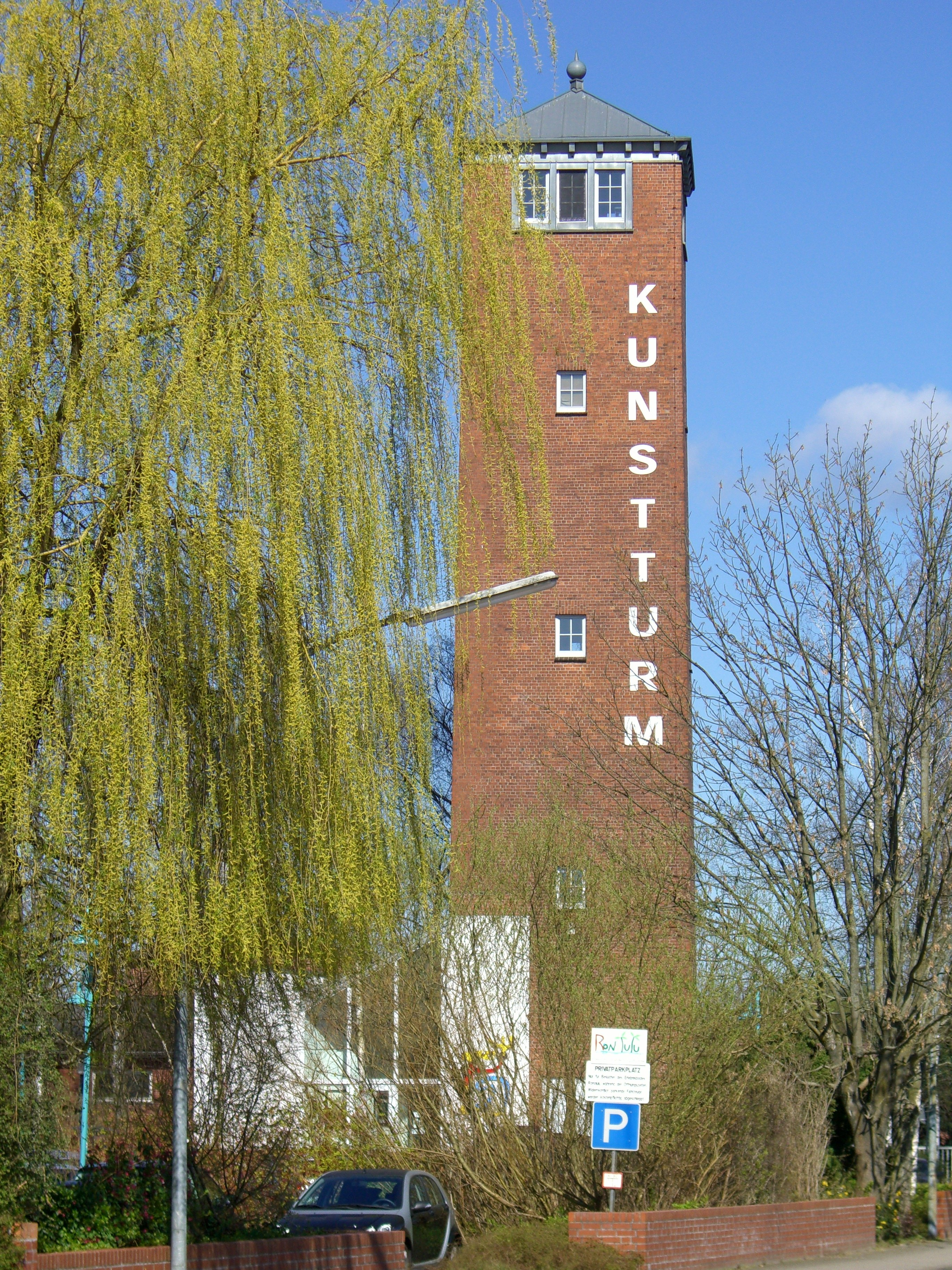
芸術塔
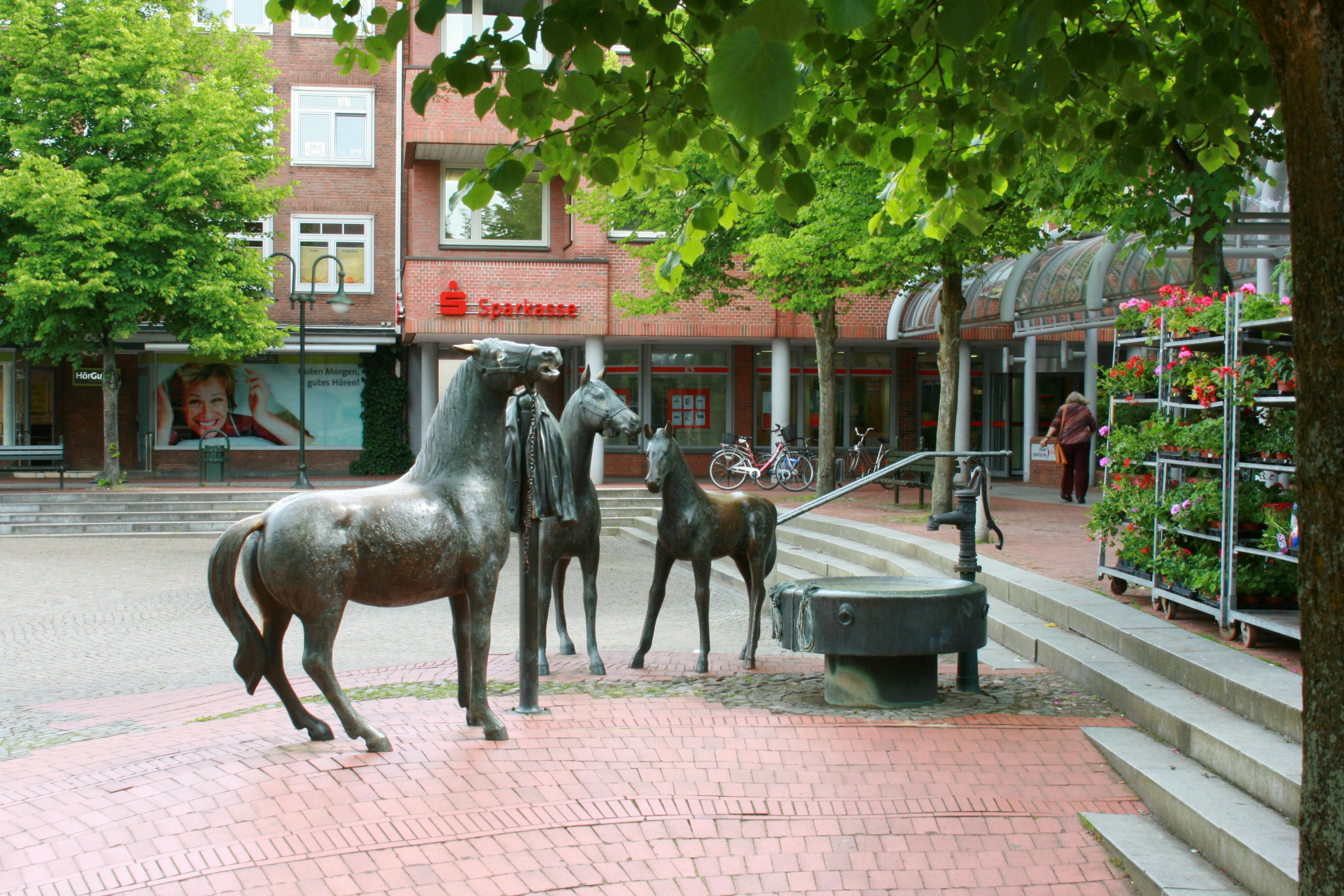
プフェルデマルクト（馬市場）のクラウス・ホムフェルトによる「馬の泉」

## 経済と社会資本

### 経済
乗り物製造 (Borco-Höhns、Seico)、自動車産業下請け（DURA Automotive Systems の工場）、建築資本 (Xella/Ytong)、流通業 (Oetjen) といった分野の有名企業がローテンブルクに進出している。また、ローテンブルクは北ドイツ最大の造園業者である Firma Grewe の本社があり、約380人が働いている。
この街は全国的に重要な障害者施設 (Rotenburger Werke der Inneren Mission) があるサービス業の街である。また、ディアコニー病院は従業員数1500人の北ドイツ最大の病院の一つに数えられている。

### 連邦軍
ローテンブルクには連邦軍が所在する陸軍航空部隊撤退（1990年初め）後、整備、輸送、通信部隊が配備されている。連邦軍の編成改革により第1通信大隊は第1通信連隊となり、以前同様ハノーファーの第1戦車師団の下位に位置づけられている。この兵舎は1964年にレンと兵舎と名付けられた。ローテンブルク（ヴュンメ）飛行場は現在民間に供されている。この飛行場には、これに加えて技術救護連盟が駐在しており、連邦軍時代の掩蔽壕を利用している。

### 交通

#### 道路
連邦道B71、75、215、440号線が市内を走っている。

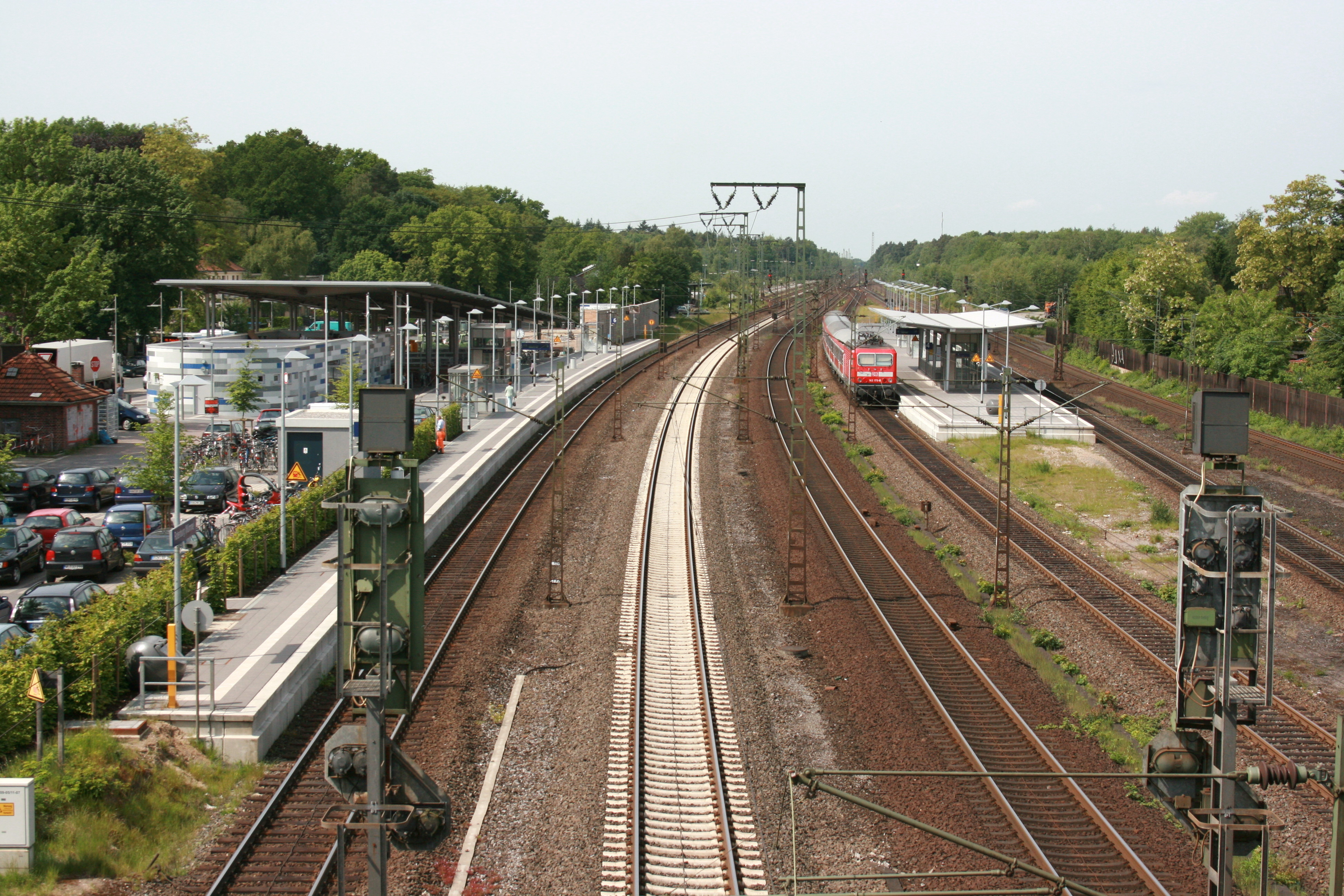
ローテンブルク（ヴュンメ）駅

#### 鉄道
ローテンブルクには幹線鉄道ハンブルク - ブレーメン線の駅があり、ミンデン行きのローテンブルク - フェルデン線との乗換駅となっている。ブレーメンSバーン網への接続は初期の計画とは異なり、現在の計画には含まれていない。この他にツェーフェンを経由して、ブレーマーフェルデへ向かう貨物路線（かつては市内を貫通してブレーマーフェルデ - ヴァルスローデ間を結んでいた）がEVBによって運営されている。やはりEVBに属していたブロッケルへの鉄道（かつてはフィッセルヘーヴェデまで結んでいた）は、2008年に撤去された。

#### 航空
ローテンブルク (ヴュンメ) は、ルーネ市区に連邦軍から移譲された広さ64ha の飛行場を有している。ハンブルク、ハノーファー、ブレーメンの中間に位置する交通飛行場として、離陸重量 5.7t までの飛行機が利用している。滑走路の長さは 806 m である。飛行場の ICAOコードは EDXQ である。

### 教育
- 基礎課程学校 4校
- 本課程学校 テオドール・ホイス・シューレ
- 実科学校
- 特殊学校 ペスタロッツィシューレ
- ラーツギムナジウム
- 職業訓練学校 (BBS)
- 社会奉仕員養成所（職業専門学校）
- 治療教育看護専門学校
- 小児看護学校
- 精神発達医学の研究学校リンデンシューレ
- 看護学校
- 郡立音楽学校
- 市民大学

## 人物

### 出身者
- マティアス・シェルツ（1971年 - ）サッカー選手
- ザシャ・ピーロ（1972年 - ）バンド Marquess のボーカリスト
- フィリップ・ツヴィーナー（1985年 - ）バスケットボール選手

### ゆかりの人物
- オットー・モーダーゾーン（1865年 - 1943年）画家
- ヴァルター・ケンポフスキ（1929年 - 2007年）作家

いずれもローテンブルク (ヴュンメ) で亡くなった。

## 引用
1. ↑  Landesamt für Statistik Niedersachsen, LSN-Online Regionaldatenbank, Tabelle A100001G: Fortschreibung des Bevölkerungsstandes, Stand 31. Dezember 2023